# البطولة الوطنية المجرية 1918–19
البطولة الوطنية المجرية 1918–19 (بالمجرية: 1918–1919-es magyar labdarúgó-bajnokság)‏ هو الموسم 16 من  البطولة الوطنية المجرية. أشرف على تنظيمه اتحاد المجر لكرة القدم، وكان عدد الأندية المشاركة فيه  12، وفاز فيه نادي بودابست.